# Wilhelm von Hodenberg
Wilhelm Iwan August Benedict Freiherr von Hodenberg (* 7. Mai 1786 in Hameln; † 27. Juli 1861 in Celle) war hannoversch-deutscher Beamter und Politiker.

## Herkunft
Seine Eltern waren Adolf Friedrich von Hodenberg (* 11. Februar 1755; † 5. Oktober 1811) und dessen Ehefrau Friederike, geb. von Brummer (* 29. September 1762; † 9. Januar 1844).

## Leben
Wilhelm von Hodenberg besuchte zunächst die Pagenschule beim Königlich-Kurfürstlichen Hofmarschallamt in Hannover (seit 1798 „Georgianum“) und studierte von 1804 bis 1808 Rechtswissenschaften an der Universität Göttingen; im Rahmen seiner Studien wurde er zum Dr. jur. promoviert. Er war 1814–43 Drost unter anderem in Lilienthal und Harburg, 1843 wurde er zum Landdrost in Lüneburg ernannt, trat die Stelle aber nicht an, da er im gleichen Jahr zum Landschaftsdirektor des Fürstentums Lüneburg gewählt wurde; 1850 wurde er Direktor der Königlichen Landwirtschaftsgesellschaft.
Politisch wirkte er seit 1818 in der Zweiten, von 1832 bis 1848 in der Ersten Kammer des Königreichs Hannover, deren Präsident er von 1841 bis 1848 war. Er bemühte sich um Vermittlung zwischen den reaktionär-absolutistischen und dogmatisch-verkrampften liberalistischen Strömungen seiner Zeit. Er trat für den Gedanken der Selbstverwaltung und des Staatsaufbaus von unten nach oben wirkungsvoll ein.
Als Sammler und Editor von Urkunden wurde er für die Geschichtswissenschaft bedeutend. In Würdigung dieser historischen Studien wurde ihm anlässlich seines 50-jährigen Dienstjubiläums von der philosophischen Fakultät der Georgia-Augusta die Doktorwürde (D. phil.) verliehen.

## Familie
Er heiratete Luise von Zesterfleth (1794–1827), eine Tochter des Präsidenten der verdenschen Ritterschaft in Stade Christian Arnold von Zesterfleth (1750–1820). Das Paar hatte mehrere Kinder:
- Auguste (* 21. Februar 1818) ⚭ Friedrich von der Decken (* 30. Januar 1802; † 7. Januar 1881), Minister
- Charlotte Auguste Luise Helena Cäcilie (* 2. März 1819; † 8. März 1908) ⚭ 1848 Reichsgraf Achaz von der Schulenburg-Hehlen (* 18. Juni 1807; † 13. April 1880), Rittmeister
- Adolfine (* 3. September 1824), Conventualin in Walsrode
- Carl Iwan Bodo, Politiker (* 8. September 1826; † 20. Oktober 1907)

⚭ 1862 Cécile van Rechteren (1836–1864)
⚭ 1868 Therese von Arnswaldt (1836–1873)
- Luise (* 12. Dezember 1827) ⚭ 1854 Bodo von der Wense († 30. März 1871)

## Werke
- Bremer Geschichtsquellen.

- Band 1: Das Stader Copiar. 1856.
- Band 2: Das Vörder Register. 1856. Digitalisat beim GDZ
- Band 3: Zevener Urkundenbuch. 1857.

- Verdener Geschichtsquellen. 1856. in der Google-Buchsuche
- Marienroder Urkundenbuch : [bis zum Jahr 1400] 1859 (Digitalisat)
- Calenberger Urkundenbuch.

- Band 3: Archiv des Stifts Loccum. 1858. in der Google-Buchsuche, Digitalisat beim GDZ
- Band 5: Archiv des Klosters Mariensee. 1858. Digitalisat beim GDZ Faksimile beim DRW
- Band 6: Archiv des Klosters Marienwerder. Faksimile beim DRW
- Band 7: Archiv des Klosters Wennigsen. Faksimile beim DRW
- Band 8: Archiv des Klosters Wülfinghausen. Faksimile beim DRW
- Band 9: Archiv des Klosters Wunstorf. Faksimile beim DRW